# Citrinin
A citrinin gombaméreg. Eredetileg a Penicillium citrinumból izolálták, de más gombafajokban is megtalálható, köztük olyanokban is, melyeket emberi élelmiszerek, pl. gabona, Camembert és Brie sajt, szaké (rizspálinka) és piros pigment előállítására használnak.
A citrinin veseméregként hat minden vizsgált fajban, de a mérgezés erőssége változik. A háziállatokban gombás vesemegbetegedést okoz. Kapcsolatba hozzák a balkán vesebetegséggel (Balkan nephropathia) és a sárga rizs betegséggel (tengeren érkezett, megsárgult rizs által okozott betegség
A citrinint biológiai kutatásokban használják reagensként.

## Fordítás
Ez a szócikk részben vagy egészben  a   Citrinin című angol Wikipédia-szócikk fordításán alapul.  Az eredeti cikk szerkesztőit annak laptörténete sorolja fel. Ez a jelzés csupán a megfogalmazás eredetét és a szerzői jogokat jelzi, nem szolgál a cikkben szereplő információk forrásmegjelöléseként.